# Марія Анна Савойська
Марія Анна Кароліна Піа Савойська (нім. Maria Anna von Savoyen, італ. Maria Anna Carolina Pia di Savoia; 19 вересня 1803 — 4 травня 1884) — дружина австрійського імператора Фердинанда I.

## Біографія
Принцеса Марія Анна Кароліна Піа народилася 19 вересня 1803 року в Палаццо Колона в Римі. Вона була третьою донькою і четвертою дитиною в сім'ї короля Сардинії Віктора Еммануїла і його дружини Марії Терези Австрійської-Есте. Мала сестру-близнюка принцесу Марію Терезу.
У 1830 році імператор Франц II вибрав Марію Анну як наречену для свого старшого сина Фердинанда I, який був коронований як король Угорщини. З раннього дитинства принц страждав на епілепсію, мав кволу статуру і непропорційно велику голову. Батьки і вихователі не звертали уваги на хворобливу дитину. Однак, пізніше принц довів, що чутки про його слабоумство сильно перебільшені. Він знав п'ять мов, грав на клавесині та трубі, ходив на полювання, вів значне листування, навчився фехтувати, стріляти, танцювати і їздити верхи. За характером Фердинанд був м'який, люб'язний і довірливий.
Весілля за дорученням відбулася 12 лютого 1831 року в Турині. Урочисте вінчання відбулося 27 лютого у Відні. Шлюб був щасливим, але бездітним. При дворі говорили, що «дружина все життя залишалася для Фердинанда швидше доглядальницею, ніж дружиною». У 1839 році, коли стало очевидно, що дітей у імператорської пари не буде, був прийнятий статут. Порядок успадкування трону встановлювався наступним чином: спочатку імператором повинен був стати Франц Карл, а потім його старший син — Франц Йосиф.
2 березня 1835 Фердинанд став імператором Австрії. Титул імператриці отримала і Марія Анна. 12 вересня 1836 вона була коронована як королева Чехії. 6 вересня 1838 подружжя стали правителями Ломбардо-Венеціанського королівства. Але Марія Анна не чинила ніякого політичного впливу на чоловіка і справи держави.
Внаслідок заворушень в Відні імператор покинув столицю. Не маючи можливості впоратися з ситуацією, 2 грудня 1848 року в Оломоуці в залі імператорського палацу імператор Фердинанд I відрікся від престолу на користь племінника Франца Йосифа в обхід свого молодшого брата.
Після зречення подружжя покинули двір і жили в Чехії. Фердинанд I помер 29 червня 1875 року. Марія Анна пережила його на дев'ять років і померла 4 травня 1884 року в Празі. Похована в Імператорському склепі поряд з чоловіком.

## Титули
- 19 вересня 1803 —12 лютого 1831 — Її королівська високість принцеса Марія Анна Савойська;
- 12 лютого 1831 —2 грудня 1848 — Її величність короліва Угорщини;
- 2 березня 1835 —2 грудня 1848 — Її імператорська величність імператриця Австрії;
- 2 грудня 1848 —4 травня 1884  — її імператорська величність імператриця Марія Анна.

## Нагороди
- Орден Зіркового хреста (Австро-Угорщина);
- Орден Королеви Марії Луїзи № 197, (17 липня 1820), (Іспанія);
- Золота троянда (нагорода папи римського) (1832).

## Генеалогія
| Карл Еммануїл III | Карл Еммануїл III | Карл Еммануїл III | Карл Еммануїл III | Карл Еммануїл III | Карл Еммануїл III |                   |                   | Поліксена Гессен-Ротенбурзька | Поліксена Гессен-Ротенбурзька | Поліксена Гессен-Ротенбурзька | Поліксена Гессен-Ротенбурзька | Поліксена Гессен-Ротенбурзька | Поліксена Гессен-Ротенбурзька |                  |                  | Філіп V          | Філіп V          | Філіп V | Філіп V | Філіп V                 | Філіп V                 |                         |                         | Ізабелла Фарнезе        | Ізабелла Фарнезе        | Ізабелла Фарнезе | Ізабелла Фарнезе | Ізабелла Фарнезе | Ізабелла Фарнезе |  |  | Франц I | Франц I | Франц I | Франц I | Франц I                     | Франц I                     |                             |                             | Марія Терезія               | Марія Терезія               | Марія Терезія | Марія Терезія | Марія Терезія                  | Марія Терезія                  |                                |                                | Ерколь III д'Есте              | Ерколь III д'Есте              | Ерколь III д'Есте | Ерколь III д'Есте | Ерколь III д'Есте     | Ерколь III д'Есте     |                       |                       | Марія Тереза Чібо-Маласпіна | Марія Тереза Чібо-Маласпіна | Марія Тереза Чібо-Маласпіна | Марія Тереза Чібо-Маласпіна | Марія Тереза Чібо-Маласпіна | Марія Тереза Чібо-Маласпіна |  |  |
| Карл Еммануїл III | Карл Еммануїл III | Карл Еммануїл III | Карл Еммануїл III | Карл Еммануїл III | Карл Еммануїл III |                   |                   | Поліксена Гессен-Ротенбурзька | Поліксена Гессен-Ротенбурзька | Поліксена Гессен-Ротенбурзька | Поліксена Гессен-Ротенбурзька | Поліксена Гессен-Ротенбурзька | Поліксена Гессен-Ротенбурзька |                  |                  | Філіп V          | Філіп V          | Філіп V | Філіп V | Філіп V                 | Філіп V                 |                         |                         | Ізабелла Фарнезе        | Ізабелла Фарнезе        | Ізабелла Фарнезе | Ізабелла Фарнезе | Ізабелла Фарнезе | Ізабелла Фарнезе |  |  | Франц I | Франц I | Франц I | Франц I | Франц I                     | Франц I                     |                             |                             | Марія Терезія               | Марія Терезія               | Марія Терезія | Марія Терезія | Марія Терезія                  | Марія Терезія                  |                                |                                | Ерколь III д'Есте              | Ерколь III д'Есте              | Ерколь III д'Есте | Ерколь III д'Есте | Ерколь III д'Есте     | Ерколь III д'Есте     |                       |                       | Марія Тереза Чібо-Маласпіна | Марія Тереза Чібо-Маласпіна | Марія Тереза Чібо-Маласпіна | Марія Тереза Чібо-Маласпіна | Марія Тереза Чібо-Маласпіна | Марія Тереза Чібо-Маласпіна |  |  |
|                   |                   |                   |                   |                   |                   |                   |                   |                               |                               |                               |                               |                               |                               |                  |                  |                  |                  |         |         |                         |                         |                         |                         |                         |                         |                  |                  |                  |                  |  |  |         |         |         |         |                             |                             |                             |                             |                             |                             |               |               |                                |                                |                                |                                |                                |                                |                   |                   |                       |                       |                       |                       |                             |                             |                             |                             |                             |                             |  |  |
|                   |                   |                   |                   | Віктор Амадей III | Віктор Амадей III | Віктор Амадей III | Віктор Амадей III | Віктор Амадей III             | Віктор Амадей III             |                               |                               |                               |                               |                  |                  |                  |                  |         |         | Марія Антонія Іспанська | Марія Антонія Іспанська | Марія Антонія Іспанська | Марія Антонія Іспанська | Марія Антонія Іспанська | Марія Антонія Іспанська |                  |                  |                  |                  |  |  |         |         |         |         | Фердинанд Карл Австрійський | Фердинанд Карл Австрійський | Фердинанд Карл Австрійський | Фердинанд Карл Австрійський | Фердинанд Карл Австрійський | Фердинанд Карл Австрійський |               |               |                                |                                |                                |                                |                                |                                |                   |                   | Марія Беатріче д'Есте | Марія Беатріче д'Есте | Марія Беатріче д'Есте | Марія Беатріче д'Есте | Марія Беатріче д'Есте       | Марія Беатріче д'Есте       |                             |                             |                             |                             |  |  |
|                   |                   |                   |                   | Віктор Амадей III | Віктор Амадей III | Віктор Амадей III | Віктор Амадей III | Віктор Амадей III             | Віктор Амадей III             |                               |                               |                               |                               |                  |                  |                  |                  |         |         | Марія Антонія Іспанська | Марія Антонія Іспанська | Марія Антонія Іспанська | Марія Антонія Іспанська | Марія Антонія Іспанська | Марія Антонія Іспанська |                  |                  |                  |                  |  |  |         |         |         |         | Фердинанд Карл Австрійський | Фердинанд Карл Австрійський | Фердинанд Карл Австрійський | Фердинанд Карл Австрійський | Фердинанд Карл Австрійський | Фердинанд Карл Австрійський |               |               |                                |                                |                                |                                |                                |                                |                   |                   | Марія Беатріче д'Есте | Марія Беатріче д'Есте | Марія Беатріче д'Есте | Марія Беатріче д'Есте | Марія Беатріче д'Есте       | Марія Беатріче д'Есте       |                             |                             |                             |                             |  |  |
|                   |                   |                   |                   |                   |                   |                   |                   |                               |                               |                               |                               |                               |                               |                  |                  |                  |                  |         |         |                         |                         |                         |                         |                         |                         |                  |                  |                  |                  |  |  |         |         |         |         |                             |                             |                             |                             |                             |                             |               |               |                                |                                |                                |                                |                                |                                |                   |                   |                       |                       |                       |                       |                             |                             |                             |                             |                             |                             |  |  |
|                   |                   |                   |                   |                   |                   |                   |                   |                               |                               |                               |                               | Віктор Емануїл I              | Віктор Емануїл I              | Віктор Емануїл I | Віктор Емануїл I | Віктор Емануїл I | Віктор Емануїл I |         |         |                         |                         |                         |                         |                         |                         |                  |                  |                  |                  |  |  |         |         |         |         |                             |                             |                             |                             |                             |                             |               |               | Марія Терезія Австрійська-Есте | Марія Терезія Австрійська-Есте | Марія Терезія Австрійська-Есте | Марія Терезія Австрійська-Есте | Марія Терезія Австрійська-Есте | Марія Терезія Австрійська-Есте |                   |                   |                       |                       |                       |                       |                             |                             |                             |                             |                             |                             |  |  |
|                   |                   |                   |                   |                   |                   |                   |                   |                               |                               |                               |                               | Віктор Емануїл I              | Віктор Емануїл I              | Віктор Емануїл I | Віктор Емануїл I | Віктор Емануїл I | Віктор Емануїл I |         |         |                         |                         |                         |                         |                         |                         |                  |                  |                  |                  |  |  |         |         |         |         |                             |                             |                             |                             |                             |                             |               |               | Марія Терезія Австрійська-Есте | Марія Терезія Австрійська-Есте | Марія Терезія Австрійська-Есте | Марія Терезія Австрійська-Есте | Марія Терезія Австрійська-Есте | Марія Терезія Австрійська-Есте |                   |                   |                       |                       |                       |                       |                             |                             |                             |                             |                             |                             |  |  |
|                   |                   |                   |                   |                   |                   |                   |                   |                               |                               |                               |                               |                               |                               |                  |                  |                  |                  |         |         |                         |                         |                         |                         |                         |                         |                  |                  |                  |                  |  |  |         |         |         |         |                             |                             |                             |                             |                             |                             |               |               |                                |                                |                                |                                |                                |                                |                   |                   |                       |                       |                       |                       |                             |                             |                             |                             |                             |                             |  |  |
|                   |                   |                   |                   |                   |                   |                   |                   |                               |                               |                               |                               |                               |                               |                  |                  |                  |                  |         |         |                         |                         |                         |                         |                         |                         |                  |                  | Марія Анна       |                  |  |  |         |         |         |         |                             |                             |                             |                             |                             |                             |               |               |                                |                                |                                |                                |                                |                                |                   |                   |                       |                       |                       |                       |                             |                             |                             |                             |                             |                             |  |  |